# Théologie du process
Vous pouvez aider à l'améliorer ou bien discuter des problèmes sur sa page de discussion.
- Il ne s’appuie pas, ou pas assez, sur des sources secondaires ou tertiaires. (Marqué depuis juin 2013)
- Il doit être recyclé. La réorganisation et la clarification du contenu sont nécessaires. (Marqué depuis août 2010)

- Archive Wikiwix
- Bing
- Cairn
- DuckDuckGo
- E. Universalis
- Gallica
- Google
- G. Books
- G. News
- G. Scholar
- Persée
- Qwant
- (zh) Baidu
- (ru) Yandex
- (wd) trouver des œuvres sur Wikidata

La théologie du process (ou parfois francisé comme « théologie du processus ») est une approche théologique du monde issue de la cosmologie découlant des acquis des sciences contemporaines de la nature, notamment la théorie de la relativité, la théorie de l'évolution biologique et la physique des quanta. Il s'agit d'une perspective critique élaborée à partir de la philosophie du processus du mathématicien et logicien Alfred North Whitehead (1861–1947) et développée par Charles Hartshorne et John B. Cobb au cours du XXe siècle.

## Remarques introductives
La cosmologie de Whitehead, qui s'appuie sur une méditation philosophique des sciences de la nature, affirme que la réalité est dans un processus constant de flux et de changement dont chaque élément réunit à la fois du matériel et du sensoriel. Au bout du raisonnement, la réalité est identifiée avec ce processus de mouvement même. Whitehead, dans l'ouvrage Procès et réalité (Process and Reality), prend comme tremplin de départ la citation d'Héraclite : « On ne se baigne jamais deux fois dans le même fleuve. » Il s'agit donc d'une philosophie du flux plus que d'une philosophie statique. Les concepts tels que créativité, liberté, nouveauté, émergence et croissance sont les catégories explicatives fondamentales pour la philosophie du process. La question de Dieu, de plus en plus présente au fur et à mesure de l'évolution de la pensée de Whitehead, devient centrale dans Procès et réalité. C'est la raison pour laquelle elle a induit une réflexion théologique profondément nouvelle.
La théologie du process exerce un regard critique, et souvent essentiel, sur la dogmatique chrétienne traditionnelle. Elle interroge, par exemple, les attributs associées au Dieu occidental comme la causalité, l'immuabilité, l'omnipotence, l'omniscience et bien d'autres parmi les sept « omni » supposés être ceux de la Transcendance. Derrière la causalité se cache une confusion entre la Cause Première d'Aristote et le Dieu créateur de la Bible ; celle du Dieu Seigneur de l'histoire et de l'univers s'associe aux figures de l'Empereur (Rome, Perse, etc.) ; celle du Dieu Juge et législateur extrapole à tort les cris des prophètes contre les abus et perversions du pouvoir et de l'éthique du peuple hébreu. Toutes ces représentations poussent l'homme à s'agenouiller devant Dieu, voire à s'infantiliser, alors que la Bible invite sans cesse l'homme à se relever, à dialoguer « d'homme à homme » avec Dieu (Gn 31,11) et que les Évangiles l'appellent à se responsabiliser.

## Fonctionnement
La perspective métaphysique de la théologie du process critique les dérives scolastiques de la philosophie substantialiste, en particulier celle des thomistes qui ont figé la pensée existentielle, mais influencée par Aristote, de Thomas d'Aquin, qui conçoivent une réalité fixe et permanente à la base d'un monde changeant ou de la fluctuation de l'expérience ordinaire. Considérant que la philosophie substantialiste souligne exagérément l'être statique au détriment du flux et du mouvement, les philosophies et théologies du Process posent le devenir dynamique comme fondement du réel : les éléments fondamentaux sont des « gouttes d'expérience » (ou « entités » ou « occasions actuelles »). Celles-ci cessent d'être ce qu'elles sont dès qu'elles sont reliées à toutes les autres, que celles-ci soient présentes localement ou au travers du temps. Bien que la théologie du Process s'enracine dans la philosophie antique, celle du VIe siècle av. J.-C. (spécialement celle d'Héraclite), l'intérêt qu'elle présente a été stimulé au XXe siècle par la mécanique quantique.[réf. nécessaire]
La théologie du process ou processus place donc la relation, la créativité et la liberté au premier plan. Le théologien Charles Hartshorne s'inspire des thèses de la liberté fondamentale de Dieu antérieure à sa substantialité de Jules Lequier et de Charles Secrétan, philosophes français et suisse du XIXe siècle. Mais ce thème est plus ancien et il est profondément biblique, même si cette liberté divine ne s'oppose pas à sa rationalité. La théologie du process apprend à penser, comme dans la grande tradition chrétienne, en termes de « et » et non en termes de « ou » : Dieu et l'homme, liberté et raison divine, avenir et présent, activité adulte de l'homme et création divine, etc.
Les différentes réponses à la question de l'essence du monde conduisent à constater que, jusqu'au développement des sciences biologiques et physiques, les réponses données ne tenaient pas suffisamment compte du temps, et donc de la condition temporelle de l'homme. Les métaphysiques substantialistes concluaient trop aisément sur l'idée que l'Être est en dehors du temps. Or, le monde est dans le temps et l'humain crée dans le temps, et il se rapproche de sa propre mort tous les jours. La métaphysique classique apparaît comme une quête pour fuir l'angoisse existentielle de la mort et de la finitude. Introduire la notion du temps, c'est appréhender la question de l'essence du monde d'un point de vue ontogénétique (c'est-à-dire l'être dans son devenir). À la différence de Martin Heidegger, qui médite également sur l'être et le temps mais selon une approche pessimiste et angoissante, la Théologie du Process opte pour une option profondément optimiste, confiante dans la créativité et les potentialités offertes par le processus de liberté.
La réponse à la question de Heidegger : « Qu'est-ce que l'être en tant qu'être ? » se trouve alors ailleurs que là où l'être se tient et possède la conscience de cet « être », là où est l'être « conscient d'exister », là où est l'humain dans sa créativité. Seule l'étude des conditions, des capacités et des phénomènes de l'existence de l'être humain peut conduire à comprendre quelque chose de l'être en tant qu'être qui compose le monde. Cela ne conduit pas à conclure que les concepts « existence » et « essence » expriment une même réalité. Cependant, en prenant conscience de soi et de son organicité avec les êtres et avec le réel, nous pouvons comprendre davantage le monde, et par conséquent l'être, voire le Dieu révélé. D'une certaine manière, d'un point de vue philosophique du moins, une telle approche rejoint la maxime ancienne de la Pythie de Delphes, attribuée à Socrate : « Gnothi seauton », ou « Connais-toi toi-même et tu connaîtras l'univers et les dieux. »

## Diffusion
Les principales personnalités ayant favorisé le développement des philosophies modernes du Process sont les philosophes britanniques Herbert Spencer, Samuel Alexander et Alfred North Whitehead, ainsi que les philosophes américains Charles Sanders Peirce, William James, Charles Hartshorne, David Ray Griffin et  John B. Cobb ; ils se réclament, le plus souvent, des philosophes français Henri Bergson et Pierre Teilhard de Chardin. En ce qui concerne la diffusion des œuvres et de la philosophie de Whitehead en français, il faut citer André Gounelle et Raphaël Picon.
Il faut rappeler que les premiers à formuler des thèses de la liberté fondamentale de Dieu au lieu de sa substantialité, étaient Jules Lequier et Charles Secrétan, le premier - philosophe français, l'autre vaudois, du XIXe siècle, dont des œuvres, comme ceux de Whitehead, faisaient la source d'inspiration de Charles Hartshorne.

### Quelques théologiens de ce courant
- Alfred North Whitehead (1861–1947). Son livre Process and Reality: An Essay in Cosmology (1929) est généralement considéré comme l'expression systématique la plus importante de la philosophie du Process.
- Charles Hartshorne (1897–2000). Œuvre principale : Omnipotence and other Theological Mistakes.
- John B. Cobb (1925-2024). Œuvres en français : Dieu et le monde, Van Dieren éditeur, 2006 ; Thomas pris de doutes, Van Dieren éditeur, 1999 ; Bouddhisme et Christianisme, Labor et Fides, 1989.
- André Gounelle (1933-2025). Œuvre : Le dynamisme créateur de Dieu, essai sur la théologie du Process, Van Dieren éditeur, 06/00, réédité 12/10.
- Jorge Pixley (né en 1937)
- David Ray Griffin (1939-2022)
- Raphaël Picon (1968-2016)
- Mohammed Taleb (né en 1968), philosophie algérien, auteur de plusieurs études sur Alfred North Whitehead[4],[5], notamment dans une perspective musulmane.

## Réception dans la théologie contemporaine
La théologie contemporaine a été fortement influencée par les philosophies du Process. Le théologien américain Charles Hartshorne, par exemple, plutôt que d'interpréter Dieu comme un absolu immuable, souligne le rapport sensible de Dieu s'inquiétant du monde. Ce Dieu personnel entame des rapports de telle manière qu'il soit affecté par ces rapports ; être affecté par des rapports, c'est changer. Ainsi Dieu est-il aussi en cours de croissance et de développement.
Des contributions importantes dans le domaine de la théologie ont été également apportées par des théologiens tels que William Temple (1881–1944), Daniel Day Williams (1910–1973), John B. Cobb Jr. (né en 1925) et Schubert Ogden (né en 1928) ; pour le judaïsme, on peut aussi citer Abraham Joshua Heschel.
- La réception est excellente du côté des physiciens[7]. En effet, la cosmologie de Whitehead s'inspire de la mécanique quantique. Whitehead est en effet plus connu pour son œuvre de mathématicien que pour sa philosophie et sa théologie sauf aux États-Unis, où elle fait partie des œuvres au programme du cursus secondaire pour ceux qui ont une option philosophie.
- Elle est excellente du côté des philosophes[8]. Elle permet de repenser le concept de Dieu avec les catégories du temps présent.
- Elle est bien reçue chez les théologiens libéraux qu'ils soient protestants ou juifs[9].
- Les Églises chrétiennes les plus traditionalistes rejettent cette théologie avec l'argument qu'elle suppose un immanentisme en contradiction avec la tradition apostolique et avec les doctrines sur la grâce et le péché. En quelque sorte, elles supposent que la philosophie doit être soumise à la doctrine (mais n'est-ce pas la tâche de l'Église de conserver l'enseignement des Apôtres ?).